# Otto Kuphal
Otto Kuphal (* 16. Dezember 1890 in Greifenberg in Pommern; † 20. Januar 1946 in Rostock) war ein deutscher Politiker (SPD). Er war 1945/1946 Oberbürgermeister von Rostock.
Otto Kuphal absolvierte eine Lehre als Rechtsanwaltsgehilfe und war danach in einer Rostocker Kanzlei als Gehilfe, seit 1911 als Büroleiter tätig. 1926 trat er in die Sozialdemokratische Partei Deutschlands (SPD) ein. Als Antifaschist wurde auch er im Jahre 1933 für einige Zeit verhaftet. 
Nach dem Zweiten Weltkrieg wurde er am 11. Juli 1945 von der SMAD als Bürgermeister von Rostock eingesetzt. Im November 1945 wurde er dann als Nachfolger von Christoph Seitz Oberbürgermeister von Rostock. Dieses Amt bekleidete er bis zu seinem Tod im Januar 1946. Kuphal starb im Alter von 55 Jahren an einem Herzinfarkt.